# Refaat El-Sayed
Pour les articles homonymes, voir El-Sayed.
Refaat El-Sayed, né le 11 février 1946 en Égypte, est un homme d'affaires de nationalité égyptienne et suédoise. Résident en Suède, il prend au début des années 1980 les commandes d'une petite société de biotechnologie, Fermenta, qui sous sa direction devient rapidement un titre porteur de la bourse de Stockholm.
On apprend par la suite qu'il a menti sur ses qualifications, ayant prétendu à tort être titulaire d'un doctorat. Le partenariat avec Volvo est rompu, et la bourse de Stockholm commence à enquêter sur d'éventuelles malversations. El-Sayed est définitivement écarté de la direction de Fermenta fin 1986, avant d'être déclaré en faillite personnelle, et d'être condamné à six ans de prison pour fraude et délit d'initié. Libéré en 1992, El-Sayed prend la tête d'une autre société du secteur des biotechnologies, Hebi Health Care, qui fait faillite en 2011. En 2012, il est recherché par Interpol pour fraude.

## Biographie

### Débuts
Refaat El-Sayed est né dans une petite ville du nord de l'Égypte. Adolescent, il se découvre une passion pour la microbiologie. Il émigre en Suède en 1966, et commence par travailler comme assistant de laboratoire à la papeterie Fiskeby à Norrköping. Il poursuit ensuite ses études, tout d'abord à Stockholm, puis à l'université des sciences agricoles d'Ulltuna près d'Uppsala.
Après quelques années, il quitte la Suède pour les États-Unis, où il travaille comme consultant pour la firme SDS Biotech, et étudie à l'université de Davis en Californie. Il se constitue ainsi un réseau, en Suède comme à l'étranger, qui lui sera utile pour la suite de sa carrière. Son ambition est de créer une société dans le secteur des biotechnologies, et de développer ses inventions et brevets dans le domaine de l'épuration de l'eau. Au milieu des années 1970, il fait l'acquisition d'une première entreprise, qu'il rebaptise Mikrokem.

### Croissance de Fermenta
En 1981, son intérêt se porte vers Fermenta, une filiale d'Astra située à Strängnäs non loin de Stockholm, spécialisée dans la production de matières premières pour la fabrication d'antibiotiques. Cette activité est alors jugée sans intérêt stratégique, et Fermenta est une entreprise vieillissante qui perd de l'argent, dont Astra souhaite se débarrasser. El-Sayed en devient propriétaire après avoir emprunté une somme d'un million de couronnes auprès de la banque Handelsbanken. Mais pour développer son activité, Fermenta a besoin d'encore plus d'argent, et El-Sayed décide d'une introduction en bourse, qui coïncide avec le début d'une période faste pour la place de Stockholm.
Dans la première moitié des années 1980, l'action Fermenta monte régulièrement, ce qui permet à El-Sayed de se lancer dans une vaste campagne d'acquisitions. Début 1985, il achète notamment à l'industriel italien Vittorio de Nora l'entreprise Pierrel, pour une somme de 300 millions de couronnes. Les activités de Pierrel sont diversifiées et incluent l'industrie pharmaceutique, avec la production d'antibiotiques, l'industrie chimique, avec l'aspartame, etc. L'idée d'El-Sayed est de conserver uniquement les activités qui l'intéressent, et de générer une plus-value en revendant le reste. En poursuivant cette politique d'acquisition, il espère faire de Fermenta un géant du secteur des biotechnologies. Juste après avoir pris le contrôle de Pierrel, El-Sayed présente sa nouvelle équipe de direction. On y retrouve des pointures de l'industrie suédoise, tels qu'Ove Sundberg de KemaNobel, Gösta Bystedt et Simon Liliedahl d'Electrolux, et le publicitaire Leon Nordin. 
Après une tentative d'achat manquée du géant suédois Kabi Vitrum, El-Sayed reporte son intérêt sur l'américain SDS Biotech, pour qui il avait travaillé dans les années 1970, et qu'il acquiert pour un demi-milliard de couronnes. L'action Fermenta passe de 85 à 230 couronnes entre le début et la fin de l'année 1985. La presse suédoise commence à s'intéresser de près au phénomène Fermenta, qui est devenu en quelques années un acteur majeur de l'industrie pharmaceutique. El-Sayed est présenté comme un chef d'entreprise atypique : son salaire mensuel d'à peine dix mille couronnes équivaut à celui des ouvriers de l'usine de Strängnäs, il vit dans un appartement de la banlieue de Stockholm et joue au football dans un club de troisième division suédoise. Le 22 décembre 1985, le journal télévisé Rapport lui décerne le titre de « Suédois de l'année » pour son succès à la tête de Fermenta, pour son style de management non conventionnel, et pour « avoir mis le projecteur sur le rôle important joué par les immigrés dans la société suédoise. »
Le 8 janvier 1986, Refaat El-Sayed apparait devant les caméras aux côtés de Pehr G. Gyllenhammar, l'industriel le plus puissant de Suède. Volvo et Fermenta annoncent un accord de partenariat, Volvo échangeant ses parts dans les entreprises pharmaceutiques Soneson et Pharmacia contre une participation de 20 % dans le capital de Fermenta. Avec cet accord, Fermenta devient un géant de l'industrie pharmaceutique mondiale, dont la capitalisation boursière dépasse les quatre milliards de couronnes. La nouvelle fait la une du Financial Times. On dit qu'il a suffi de dix minutes à El-Sayed pour gagner les faveurs de Gyllenhammar. L'action Fermenta atteint un sommet à 325 couronnes, tandis que Refaat El-Sayed est au sommet de la gloire. Il va y rester un peu plus d'un mois,.

### L'affaire du doctorat
En février 1986, le scientifique et militant écologiste Björn Gillberg, qu'El-Sayed avait côtoyé lors de ses études à Ulltuna, attaque publiquement Fermenta pour des faits de pollution sur le site de Strängnäs. Gillberg en profite pour attaquer personnellement El-Sayed, qui a selon lui menti sur ses qualifications, affirmant de façon mensongère être docteur en science. Les journalistes qui cherchent à vérifier cette information constatent que selon certaines sources, El-Sayed a obtenu son doctorat en Californie, alors que selon d'autres, il l'a obtenu en Suède.
Sommé de s'expliquer, El-Sayed commence par déclarer le 12 février qu'il est bien docteur en sciences, que son diplôme se trouve « à la cave », et qu'il ira le chercher le soir même pour mettre un terme aux rumeurs. Mais le lendemain, il adopte une position défensive, affirmant que ce sont les résultats de Fermenta qui intéressent l'opinion publique, et non les résultats scolaires de son directeur général. Lorsqu'un journaliste le presse de dire s'il est oui ou non docteur en sciences, El-Sayed met abruptement fin à l'entretien. Le 14 février, il s'excuse publiquement dans un communiqué de presse, reconnaissant n'avoir jamais été titulaire d'un doctorat, et expliquant que ce mensonge remontait à une époque où il devait gagner sa vie comme consultant.
Cette affaire a un effet désastreux pour El-Sayed et Fermenta. Le fait qu'il ne soit pas docteur en sciences n'est en soi qu'un détail, qui lui fait certes perdre l'aura de génie qui l'avait jusqu'alors accompagné, mais qui rend l'histoire du milliardaire venu de nulle part encore plus remarquable. Mais ses 48 heures de dénégations maladroites lui font perdre la confiance des marchés, du milieu des affaires, et des journalistes,. 

### La chute de Fermenta
Après l'affaire du faux doctorat, la réaction des marchés est sévère. L'action Fermenta chute, et les actions Volvo et Pharmacia sont également chahutées. Refaat El-Sayed est rapidement contraint à céder son siège de directeur général, tandis que Volvo rappelle dans un communiqué de presse que l'accord de partenariat n'a pas encore été finalisé, et obtient du nouveau directeur général Ove Sundberg l'autorisation de vérifier les comptes de Fermenta. El-Sayed continue à afficher son optimisme en public, mais il devient de plus en plus clair que Volvo va se retirer, ce qui est finalement confirmé le 25 février,. C'est un désastre financier pour El-Sayed, qui s'était personnellement porté acquéreur de quatre millions d'actions Fermenta qu'il entendait échanger avec Pharmacia. Avec la chute du cours de l'action, il se retrouve bientôt avec une dette de plus d'un milliard de couronnes.
Pour Fermenta, l'optimisme est encore de rigueur : l'entreprise affiche un bénéfice sur le premier trimestre 1986. Mais au mois de mai, la direction de la bourse de Stockholm commence à dénoncer des irrégularités dans les agissements de l'entreprise, et recommande qu'El-Sayed soit écarté de sa direction. Pourtant, deux semaines plus tard, El-Sayed reprend les rênes de Fermenta. Dans l'espoir d'éponger ses dettes, il tente de revendre l'entreprise à l'Italien Montedison, puis à l'Allemand Bayer, mais sans succès. Le coup de massue tombe le 13 décembre, lorsqu'un audit révèle que les comptes de l'entreprise contiennent de nombreuses irrégularités, et que les bénéfices affichés en 1985 et 1986 sont remis en cause. Cette fois, El-Sayed est définitivement écarté de la direction de Fermenta, et l'ancien directeur général Gösta Bystedt recommande aux nouveaux dirigeants de déposer plainte.
El-Sayed est accusé d'avoir manipulé les comptes de Fermenta, en y inscrivant notamment des ventes fantômes, pour lesquelles il est impossible aux auditeurs d'identifier l'acheteur. Il aurait aussi contracté un prêt personnel, avant d'en déclarer le montant dans les bénéfices de l'entreprise. Tout ceci aurait contribué artificiellement à la hausse vertigineuse de l'action Fermenta, et au financement de la campagne d'acquisitions de l'entreprise, qui se révèle être un désastre. En 1987, la bourse de Stockholm met en place une commission d'enquête, qui conclut en 1988 à une gigantesque erreur systémique du capitalisme suédois. El-Sayed est mis en examen,.
En 1989, il est jugé par le tribunal de Stockholm pour fraude, délit d'initié et abus de biens sociaux. Dans ses réquisitions, le procureur lui reproche d'avoir « caché, trompé et désinformé » et d'avoir « manipulé, utilisé, trahi et exploité la confiance et la loyauté » de ses employés et de ses actionnaires. Le 19 juillet 1989, le tribunal de Stockholm le reconnait coupable pour l'ensemble des quatorze chefs d'accusation, et le condamne à une peine de cinq ans d'emprisonnement. Son directeur financier Gaston Portefaix écope quant à lui d'un an de prison ferme. En appel, la peine d'El-Sayed est portée à six ans, tandis que Portefaix est relaxé.

### Hebi Health Care
Refaat El-Sayed sort de prison en mai 1992, après avoir purgé la moitié de sa peine. En 1997, il devient directeur général de Hebi Health Care, une entreprise du secteur de la chimie fine et de la pharmacie. Une première émission d'actions a lieu en 1999, et à partir de 2002, l'entreprise est cotée au Nordic Growth Market. Refaat El-Sayed sait encore attirer les foules : Hebi Health Care compte bientôt 45 000 actionnaires, et sa capitalisation boursière atteint le demi-milliard de couronnes.
Hebi Health Care installe une partie de sa production en Égypte, mais fait rapidement face à des problèmes d'approvisionnement. Les difficultés s'accumulent, et en 2009, l'entreprise est exclue du Nordic Growth Market pour ne pas avoir soumis son bilan annuel dans les délais impartis. Hebi Health Care est finalement contrainte à la faillite en décembre 2011.
En août 2012, on apprend que Refaat El-Sayed est recherché par Interpol pour fraude.

## Prix et récompenses
- 1985 : « Suédois de l'année » par le journal télévisé Rapport

## Dans la presse internationale
Les archives en ligne du Monde et du New York Times permettent de retracer en partie l'histoire de Fermenta.
- (en) Steve Lohr.  A fall from grace in biotech. New York Times. 3 mars 1986.
- (fr) Alain Debove. M. Refaat El Sayed perd le contrôle de Fermenta. Le Monde. 12 décembre 1986.